# ギュスターヴ・フローベール
ギュスターヴ・フローベール（フロベール、Gustave Flaubert 発音例、1821年12月12日 - 1880年5月8日）は、フランスの小説家。
写実主義の確立者、芸術至上主義の確信者。パリ大学法学部に在学中から文学に専心し、「文学の修道士」といわれた。科学的な観察と客観的表現を心がけ、文体の完成に情熱を捧げた。代表作に『ボヴァリー夫人』『感情教育』がある。

## 人物
ルーアンの外科医の息子として生まれる。当初は法律を学ぶが、のち文学に専念。1857年に4年半の執筆を経て『ボヴァリー夫人』を発表、ロマンティックな想念に囚われた医師の若妻が、姦通の果てに現実に敗れて破滅に至る様を怜悧な文章で描き、文学上の写実主義を確立した。他の作品に『感情教育』『サランボー』『三つの物語』『ブヴァールとペキュシェ』など。
フローベールは作品の中から作者の主観を排除し、客観的で精密な文体を通じて作中の人物に自己を同化させることを信条とした。風紀紊乱の罪が問われた『ボヴァリー夫人』裁判中に語ったといわれる「ボヴァリー夫人は私だ」（Madame Bovary, c’est moi.）という言葉は、彼の文学的信念を端的に表すものとしてよく知られている。

## 生涯

### 少年期
ノルマンディー地方の都市ルーアンにて、外科医アシル＝クレオファス・フローベールとアンヌ＝ジュスティーヌ・フローベール（旧姓フルーリオ）の間に生まれる。夫妻は6人の子供をもうけており、ギュスターヴは第5子にあたるが、第2子（女）、第3子（男）は生後間もなく、第4子（男）はギュスターヴの生後すぐに死んでおり、ギュスターヴは9歳上の兄（父親と同じ名のアシル。後に父と同様、ルーアン市立病院の外科部長になる）と2歳下の妹を持つ3人兄妹の次男ということになる。父はルーアン市立病院の院長であり、幼少期から死や病を身近に見ながら育った。
9歳の頃すでに物語を書くことを試みており、また両親に連れられて観劇に行くと劇作家を夢見て芝居の脚本を書くなどしていた。ルーアンの祭りでは悪魔と戦う聖アントワーヌ（聖アントニウス）の人形芝居に夢中になり、この主題は長く彼の生涯に付きまとうことになる。1831年、9歳半でルーアンの王立中学に入学。文学と歴史が得意科目で、前年からの友人エルネスト・シュヴァリエの他、アルフレッド・ル・ポワットヴァン（ギ・ド・モーパッサンの叔父）、ルイ・ブイエらと親しくなる。フロベールはヴィクトル・ユーゴー、アレクサンドル・デュマ・ペール、ミュッセ、より後にはヴォルテール、シェイクスピア、ラブレーといった作家を読みふけり、作家を夢見て物語を作ることに熱中した。10代の頃の創作にはロマン主義的な陶酔や大げさな文章が多いが、反面風刺的な小話や好色話といったものも多数手がけている。現存するもので最初の文章は1831年のもので、コルネイユを賛美する短文、続いて便秘の研究と称する文章が残っている。
1836年の夏の休暇の際に一家でトルーヴィルの海水浴場へ旅行し、ここでパリで音楽出版を手がけているシュレザンジェ夫妻と出会う。14歳のフローベールは11歳年上の夫人に激しい恋心を抱き、旅行から帰った後にこの出会いを主題にして『狂人の手記』を執筆した。夫妻との付き合いはその後も続き、後に『感情教育』でもこの題材を取り上げることになる。1837年、年上の友人で先に卒業していたポワットヴァンの主宰する地元新聞『ハチドリ』に、バルザックの『結婚の生理学』から着想を得た風刺的な作品を掲載。これが初めて公にされた文章となる。
1838年より高等学校に入学、ユゴー、モンテーニュ、サド、ラブレー、ゲーテ、バイロンらに心酔しつつ『芸術と商業』『マテュラン医師の葬式』『ラシェル嬢』などの物語、また後の『聖アントワーヌの誘惑』を思わせる中世風の史劇『スマール』に力を注ぐ。哲学科に入ったフローベールは当初教授にかわいがられたが、しかしその後強権的な教授に代わるとクラスを挙げて反発、抗議文書を書いて署名を集めるなど嘆願活動を行なった。これにより退学を恐れた父の判断で1839年12月に学校を辞め、フローベールは翌年のバカロレアに独学で臨まなければならなくなった。

### 隠棲の始まり
バカロレアに合格したフローベールは、父の友人に伴われて南フランスとコルシカ島を旅行した。このときコルシカ島からマルセイユに戻り、フローベールはここで取った宿を経営していた35歳のクレオールの女性を相手に童貞を失った。1841年、パリ大学に入学。父の勧めで法学を学ぶが、自分の性質と合わない学問に非常に苦しんだ。当初は自宅で学習していたが、1842年8月よりパリで住まいを借りここで生活をはじめ、勉強の傍らで、ゲーテの『若きウェルテルの悩み』やシャトーブリアンの『ルネ』などから着想を得つつマルセイユでの思い出を題材にした作品『十一月』を書き始める。パリでは彫刻家ジェームズ・プラディエの家で憧れの作家ユゴーと対面した他、シュレザンジェ家を訪れて夫妻と再会し、同家に親しく訪れた。またこの頃に同い年のマクシム・デュ・カンと出会い、文学的野心を共有する二人はたちまち終生の親友となった。
1844年1月、ルーアンに帰郷したフローベールは、一別荘の建設予定地を見に兄とともにドーヴィルへ旅行し、中途で眩暈を起こして意識を失い昏倒した。フローベールはしばらく療養したものの、授業登録のため再びパリに赴くと直後に発作が再発、事態を重く見た父の判断で法学の勉強は諦め、家族の目の届くところで静かに暮らすことを余儀なくされた。父は息子の隠棲場所を作ってやるためルーアン近郊のクロワッセに館を作ってやり、フローベールはここでかえって様々な心配ごとを免れながら、熱望していた執筆生活に専念することができるようになった。
フローベールは平穏な生活を送りながら『感情教育』（初稿）を書き上げるが、父の財産管理のおかげで経済的な不安がなかったこともあり出版は考えなかった。次第に健康状態もよくなり、1845年に妹カロリーヌが結婚すると、両親とともに新婚旅行に同行した。このときジェノヴァのバルビ宮殿でブリューゲルの『聖アントニウスの誘惑』を見、『聖アントワーヌの誘惑』の着想を得て準備を始めた。しかし父がにわかに病気にかかり1846年1月に急死、その1か月後には産褥熱がもとで妹カロリーヌが死去するという不幸に見舞われる。一家の大黒柱を失ったフローベールはカロリーヌの娘（名は同じカロリーヌ）を引き取り、父の遺産からの年金に頼りながら母、姪と3人で、あるときはルーアン、あるときはクロワッセと住処を移すという生活を始めた。
1846年7月、フローベールはカロリーヌの胸像をプラディエに依頼するためパリに出向き、彼のアトリエでルイーズ・コレと出会う。すでに様々な作家と浮名を流していた11歳年上の女性詩人にフローベールは魅了され、以後数年にわたり恋愛関係に陥ることになる。

### 『ボヴァリー夫人』まで
1847年4月、激しやすいルイーズとの関係に疲れていたフローベールは、マクシム・デュ・カンとともに旅行を計画。途中神経の発作に見舞われながらブルターニュ方面を3か月かけて旅行、帰郷後はデュ・カンと共同で旅行記を執筆した。この年の末よりフランスは政治的な混乱に揺れ、翌1848年2月23日、フローベールはルイ・ブイエとともにパリに出向き、新聞で予告されたデモに付き従った。パリの混乱に面したフローベールは自らも猟銃を手に国民軍に参加し、テュイルリー宮殿では民衆による略奪を目にし、パリ市庁舎では共和国宣言を聞いた。彼が目の当たりにした二月革命の光景は、後に改筆した『感情教育』にそのままの形で描かれることになる。
フローベールは再びクロワッセに籠もり『聖アントワーヌの誘惑』を書き始めたが、11月にデュ・カンがアルジェリア旅行から帰ると再び旅行への渇望が起こった。母の同意が得られると翌年まで『聖アントワーヌの誘惑』に専心し、旅行に出る前の1849年9月に完成させると、500枚の原稿を丸4日かけてデュ・カンとルイ・ブイエに読み聞かせた。結果は惨憺たるもので、2人は文章のロマン主義的な熱狂や単調さを非難し出版に反対した。フローベールは大きなショックを受けるが、このとき2人からバルザックのような卑近なテーマに取り組んでみるよう勧められたことが『ボヴァリー夫人』がフローベールのうちに胚胎するきっかけとなった。
10月、デュ・カンとともにオリエント旅行に出発。エジプトからパレスチナ、シリア、トルコ、ギリシャ、イタリアを21か月かけて回る。この旅行中に売春婦と接して梅毒に感染し急激に頭髪が抜け、太ってしまい容貌が様変わりした。1851年6月帰国。9月より姦通を題材にした新たな小説『ボヴァリー夫人』の執筆を開始。クロワッセの自室で自身の文体と格闘、偏執的な推敲を繰り返し、執筆に疲れるとパリに出向いて友人のもとを訪れた。ルイーズ・コレとの関係も続いていたが、彼女が私生活に口を挟むことに業を煮やし、1854年に手紙を送って絶縁している。
1856年、4年半の苦闘の末『ボヴァリー夫人』が完成し、デュ・カンの主宰する『パリ評論』に分割掲載され反響を呼ぶ。この雑誌掲載された『ボヴァリー夫人』に対し、1857年1月に検事エルネスト・ピニャールにより公衆道徳違反の裁判が起こされるも、弁護士セナールの名弁論により無罪を勝ち取る。なお、検事ピニャールはこの直後にボードレール『悪の華』の訴追を行い、こちらは有罪判決となっている。後年に、この検事は匿名で猥褻詩集を出版していたことが判明した。
1857年4月、レヴィ出版より『ボヴァリー夫人』が刊行される。すでに裁判によって知られていたことからベストセラーとなり、フローベールはこれによって一挙にその文名を確立した。批評家には無理解を示す者も少なくなかったが、ボードレールからは好意的な評価を受け取った。この成功により著名人となったフローベールはパリの文壇で多くの交流ができ、とくにサント・ブーヴ、テオフィル・ゴーティエ、ゴンクール兄弟らと交流を持つようになった。没年までの言行は『ゴンクールの日記』（岩波文庫 全2巻）に多く記されている。

### 寡作な作家生活
『ボヴァリー夫人』を完成させたフローベールはすぐに『聖アントワーヌの誘惑』の改作を試み、その後古代カルタゴを舞台にした『サランボー』に取り掛かった。作品ごとに膨大な資料を読み込み文体を練り上げる創作方法のため、フローベールは以後数年に1作のペースで少数の作品を発表していくことになる。
1858年には『サランボー』の舞台を見て回るためチュニスを旅行し、さらに数年をかけ1862年に『サランボー』を完成。前作から一転した壮麗な古代小説に当惑した批評も多かったものの評判となり、ボードレールやゴーティエ、ユゴーらも賛辞を送った。中でも心のこもった評を書いたジョルジュ・サンドにフローベールは感動し、以後この老作家との親しい付き合いがはじまった。またこの頃にサント・ブーヴの夕食会でツルゲーネフと対面し意気投合、気の知れた仲間となる。1863年にはゴンクール兄弟とともにナポレオンの姪マティルド皇女の晩餐に招かれ、彼女のサロンにも出入りするようになった。皇帝ナポレオン3世にも拝謁し、1866年にはレジオン・ドヌール勲章を受け取っている。
1869年、自らの青春時代をモデルにした自伝的な作品『感情教育』を出版する。凡庸な青春時代をゆったりとした時間の流れと繊細な心理描写で描き出した本作はフローベールの自信作であったが、批評家の徹底した無理解にさらされ、わずかにサンドやゾラからの評価を得たに過ぎなかった。本もほとんど売れず、フローベールはひどく気落ちすることになる。『感情教育』の失敗後は『聖アントワーヌの誘惑』にみたび取り掛かるが、普仏戦争の拡大により中断を余儀なくされた。1872年に書き上げると、すぐに最後の作品となる百科全書的な小説『ブヴァールとペキュシェ』の構想を得た。
1873年には『ブヴァールとペキュシェ』をしばらく置いて戯曲『立候補者』を書くも、手ひどい興行的失敗に合う。1875年、財産管理を任せていた姪の夫エルネスト・コマンヴィルが破産し、あおりを受けて生活が窮乏する。フローベールはゾラやツルゲーネフら友人たちの奔走で得られた公的年金、ユゴーの働きかけで得られた、出勤義務のない図書館の出向職員の地位を屈辱に感じつつ甘んじて受け取った。こうした経済的な不安によって『ブヴァールとペキュシェ』は中断を余儀なくされ、『三つの物語』を書いて気を取り直した後で1877年にようやく執筆を再開、以後はこの長編に全力を傾けた。
晩年には新しい世代の作家からも巨匠として認められるようになり、アメリカからヘンリー・ジェイムズの訪問も受けた。また晩年のフローベールは旧友の甥モーパッサンを愛弟子としてことのほか可愛がり、自作の売れ行きにも増して彼の作品の成功を気にかけていた。1880年、『ブヴァールとペキュシェ』の完成を見ずしてクロワッセの自宅で死去。遺体はルーアンの記念墓地に葬られた。

## 後世への影響
『ボヴァリー夫人』で卑近な題材を精緻な客観描写で作り上げたフローベールの手法は、その後ゾラ、モーパッサンに引き継がれ、写実主義から自然主義という文学的な潮流を用意することとなった。その一方で徹底した文体の彫琢を通じて作者の痕跡を消し去り、作品をそれ自体で成り立たせようとしたフローベールは、のちのヌーヴォー・ロマンなどによってカフカ、プルーストに連なる現代文学の先駆者として位置づけられるようになり、元来評価の別れていた『感情教育』や『ブヴァールとペキュシェ』なども再評価されるに至った。『感情教育』を青年期から愛読したフランツ・カフカなど、その精密な文体に範を求めようとした作家も多い。ウラジミール・ナボコフは、法律や科学の言葉をなんら個人的な感傷をさしはさまず、皮肉な正確さを持って作品に取り入れたカフカの手法は、フローベールの方法とまさに同じものだと論じている（「第4章、ギュスターヴ・フロベール『ボヴァリー夫人』」、『ヨーロッパ文学講義』）。
著名なフローベール論には、アルベール・ティボーデの先駆的な著作『ギュスターヴ・フローベール』、サルトルの未完の大作評論『家の馬鹿息子』、バルガス・リョサの作家論『果てしなき饗宴』などがある。
またエドワード・サイードは『オリエンタリズム』第1章にて、フローベールのエジプト旅行記（邦訳は『フロベールのエジプト』）や『サランボー』、『聖アントワーヌの誘惑』の読解を通し、彼のオリエンタリズムを論じ、日本の特に比較文学研究の分野にも影響を与えた。日本のフローベール研究者としては中村光夫、山田爵、蓮實重彦、工藤庸子などがいる他、作家では金井美恵子などがフローベールの影響下にある。

## 主な作品
- 狂人の手記（Mémoires d’un fou 、1838年）
- 十一月（November、1842年）
- ボヴァリー夫人（Madame Bovary、1857年）
- サランボー（Salammbô、1862年）
- 感情教育（L'Éducation sentimentale、1869年）
- 聖アントワーヌの誘惑（La Tentation de Saint Antoine、1874年）
- 三つの物語（Trois contes、1877年）- 「純な心」、「聖ジュリアン伝」、「ヘロディア」の3篇
- ブヴァールとペキュシェ（Bouvart et Pécuchet、1881年） - 遺作、未完
- 紋切型辞典（Dictionnaire des idées reçues） - 遺作